# Lenbrunnen

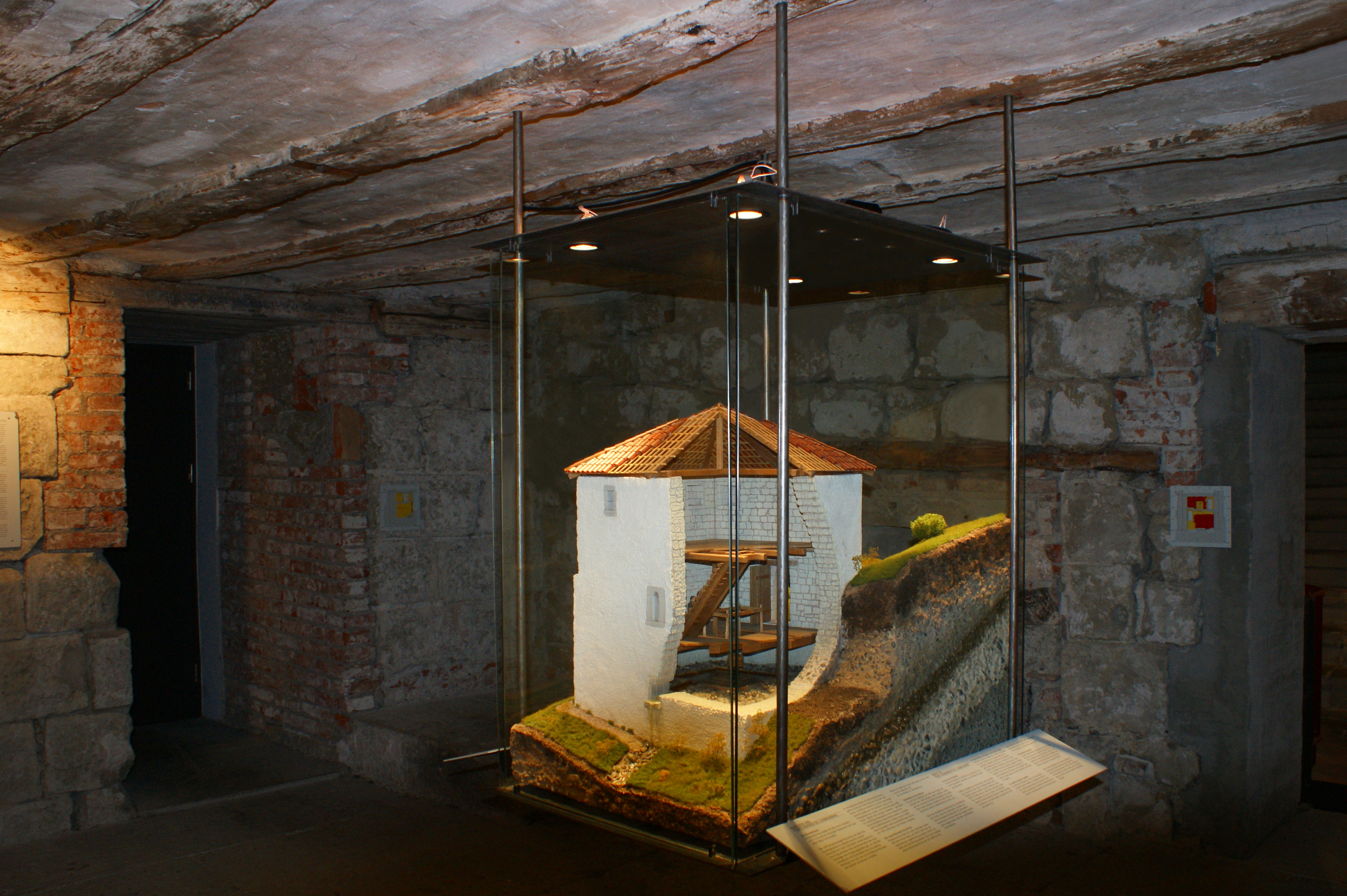
Modell des Lenbrunnens in der Brunnenanlage

Der Lenbrunnen ist die älteste noch erhaltene Quellbrunnen-Anlage der Stadt Bern. Er befindet sich in der Berner Altstadt im Haus an der Postgasse 68, Eingang via Staatskanzlei oder Lenbrunnengässli. Die Brunnenanlage ist nicht mehr in Betrieb und nicht öffentlich zugänglich. Sie kann jedoch während der Bürozeiten der Staatskanzlei frei besichtigt werden.

## Geschichte

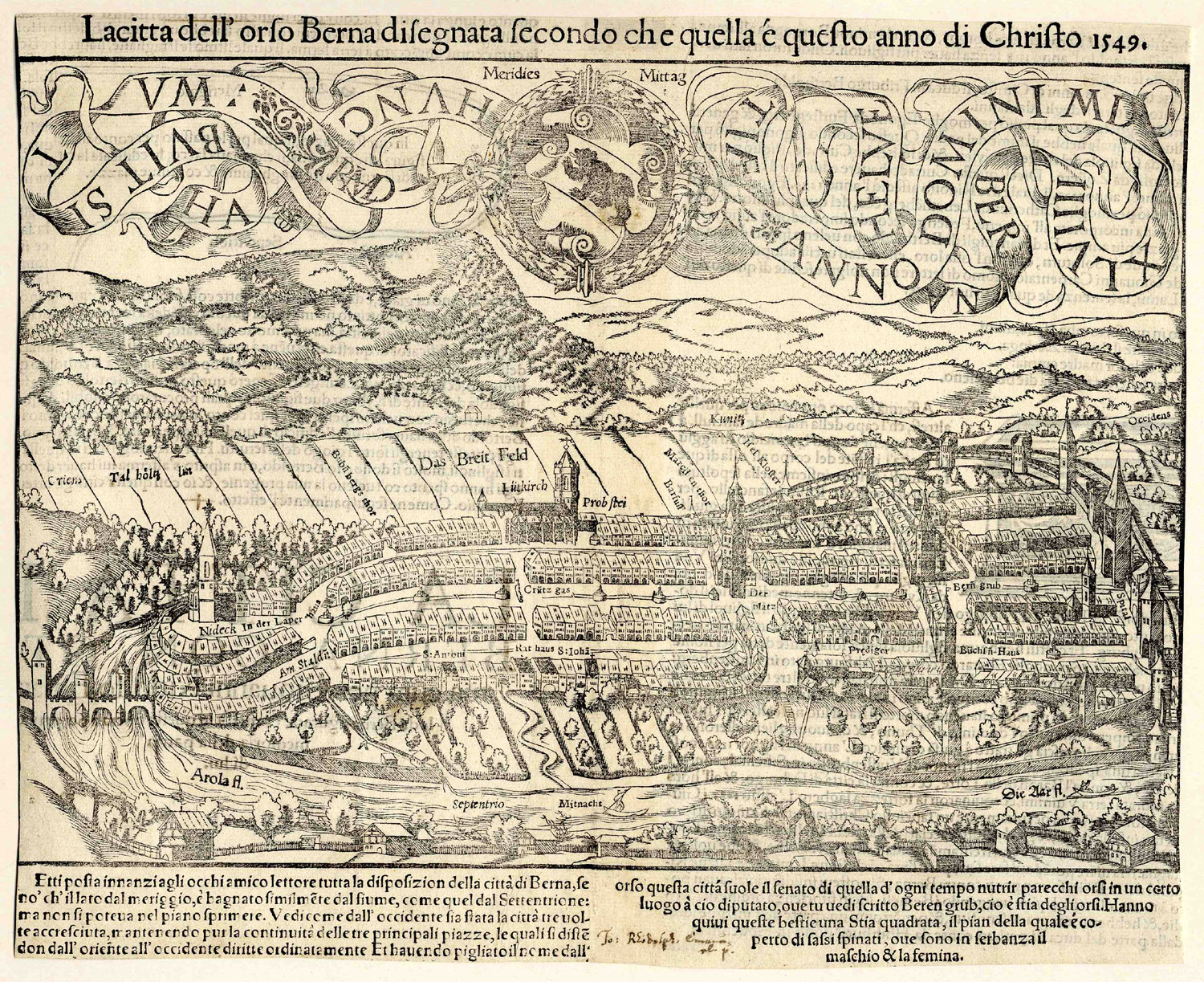
Lenbrunnen mit geschwungenem Abfluss zur Aare in Ansicht der Stadt Bern; Holzschnitt, 1549, von Hans Rudolf Manuel

Der Ursprung des Lenbrunnens liegt in der Mitte des 13. Jahrhunderts. Dendrochronologische Untersuchungen von Hölzern, die wiederverwendet wurden, so die gleich alten Eichen aus dem untersten Bereich des Turmes und im Speziellen des originalen Sturzes der Türe, lassen die Zeit um oder kurz nach 1252 als wahrscheinlich erscheinen. Die turmartige Brunnenanlage mit einem Grundriss von geschätzten 7 × 7 Metern kann somit als das älteste in Bern erhaltene Gebäude betrachtet werden. Im Bereich der ersten Zähringerstadt, auch älteres Burgum oder Gründungsstadt genannt, welche sich bis zur Kreuzgasse erstreckte, wurde der Lenbrunnen durch die einzige nachweisbare Grundwasserquelle gespiesen.
Wie Conrad Justinger nach dem katastrophalen Hitzesommer 1393 berichtete, befanden sich insgesamt fünf Quellfassungen – zem lenbrunnen, zem stetbrunnen, im graben nid den prediern und ze schegkenbrunnen oder ze den prediern im crützgang – auf diesem Grundwasserstrom, aus denen die Einwohner ihr Trinkwasser schöpften. Jedoch reichte das, wie der Hitzesommer zeigte, für die wachsende Stadt nicht mehr aus, sodass beschlossen wurde, zusätzlich zu den bestehenden Sodbrunnen Stock- oder Laufbrunnen für die öffentliche Wasserversorgung zu bauen und das Wasser dafür von ausserhalb der Stadt zuzuführen.
Der Bereich, an dem der Brunnenturm im hinteren Teil der Postgasse 68 – dazumal wohl als Hormannsgasse oder Hormatsgasse bekannt – errichtet wurde, war damals noch keine geschlossene Häuserzeile, sondern ein Werkplatz, wie die Gruben als älteste Spuren menschlicher Siedlung des 13. Jahrhunderts in Bern belegen. Die Gassenlinie wurde aber bereits durch Pfostenbauten gebildet, deren Wände an der Stelle späterer Mauern standen. Der öffentliche Brunnenturm hinter der nördlichen Hangkante war durch ein schmales Gässchen zwischen den Gebäuden zugänglich. Spätere Stadtansichten, wie die von Hans Rudolf Manuel von 1549 in Sebastian Münsters Cosmographia, illustrieren die Lage.
Die Funde der archäologischen Untersuchungen von 1992 lassen darauf schliessen, dass die turmartige, vermutlich dreigeschossige Brunnenanlage aus Stein, die vom Prinzip her ein umbauter quadratischer Sodbrunnen war, als Ganzes in den Grundwasserstrom abgeteuft war. Das Sockelgeschoss der Anlage war mit einem mächtigen Kiesbett versehen, in dessen Mitte ein durchlässiger, vermutlich hölzerner Schacht das filtrierte Wasser sammelte, welches unter dem Fundament durch das Kiesbett eindrang. Vom mittleren Geschoss aus, welches von der Gasse aus ebenerdig durch ein Rundbogenportal betreten werden konnte, wurde das Wasser aus dem Schacht geschöpft. Überlaufendes Wasser wurde über den Nordhang in die Aare abgeleitet.
Der Lenbrunnen ist seit den ersten, erhaltenen Stadtrechnungen bis in frühe 17. Jahrhundert in Zusammenhang mit dem Bauamt erwähnt. Die Anlage verschwindet spätestens 1789 mit der Aufschüttung der Rathausterrasse. Die Quelle wurde gefasst und kanalisiert.

## Lenbrunnen-Anlage heute
1992 wurde bei archäologischen Untersuchungen aus Anlass des Umbaus der Berner Staatskanzlei der Lenbrunnen in der hinteren Postgasse 68 wiederentdeckt. Heute sind noch Teile der West- und die Südmauer bis auf eine Höhe von sieben Metern vorhanden. Die zweischaligen Mauern mit kleinkörnigem Kieselkern bestehen aus Sandsteinquadern und Kieseln von Dimensionen von ungefähr 30 cm und haben eine Mächtigkeit von 70 bis 110 cm. Im wasserführenden Untergeschoss sind die Mauersteine mit vermutlich wasserdurchlässigem, grobem, kalkarmem Lehmmörtel gemauert.
Die bekannte Geologie der Berner Stadthalbinsel – eine durchlässigere Siltschicht über eiszeitlichem, wasserführendem Moränenkies – sowie die geologisch-hydrologisch günstige Lage des Lenbrunnes wurden durch die archäologischen Untersuchungen bestätigt. Der Brunnenturm ist etwas mehr als vier Meter in die wasserführende Kiesschicht auf der Nordseite der Halbinsel eingegraben, sodass das Wasser in das Innere des Brunnenturms einfliessen konnte.
Aufgrund eines Beschlusses des Berner Regierungsrates von 1995 ist die Lenbrunnen-Anlage konserviert und für die Öffentlichkeit zugänglich gemacht worden. Seither kann die Südseite und das Innere des ausgegrabenen Brunnenturms, versehen mit Hinweistafeln, einem Baumodell und einem hydrologischen Modell vor Ort, während der Öffnungszeiten der Staatskanzlei besichtigt werden.

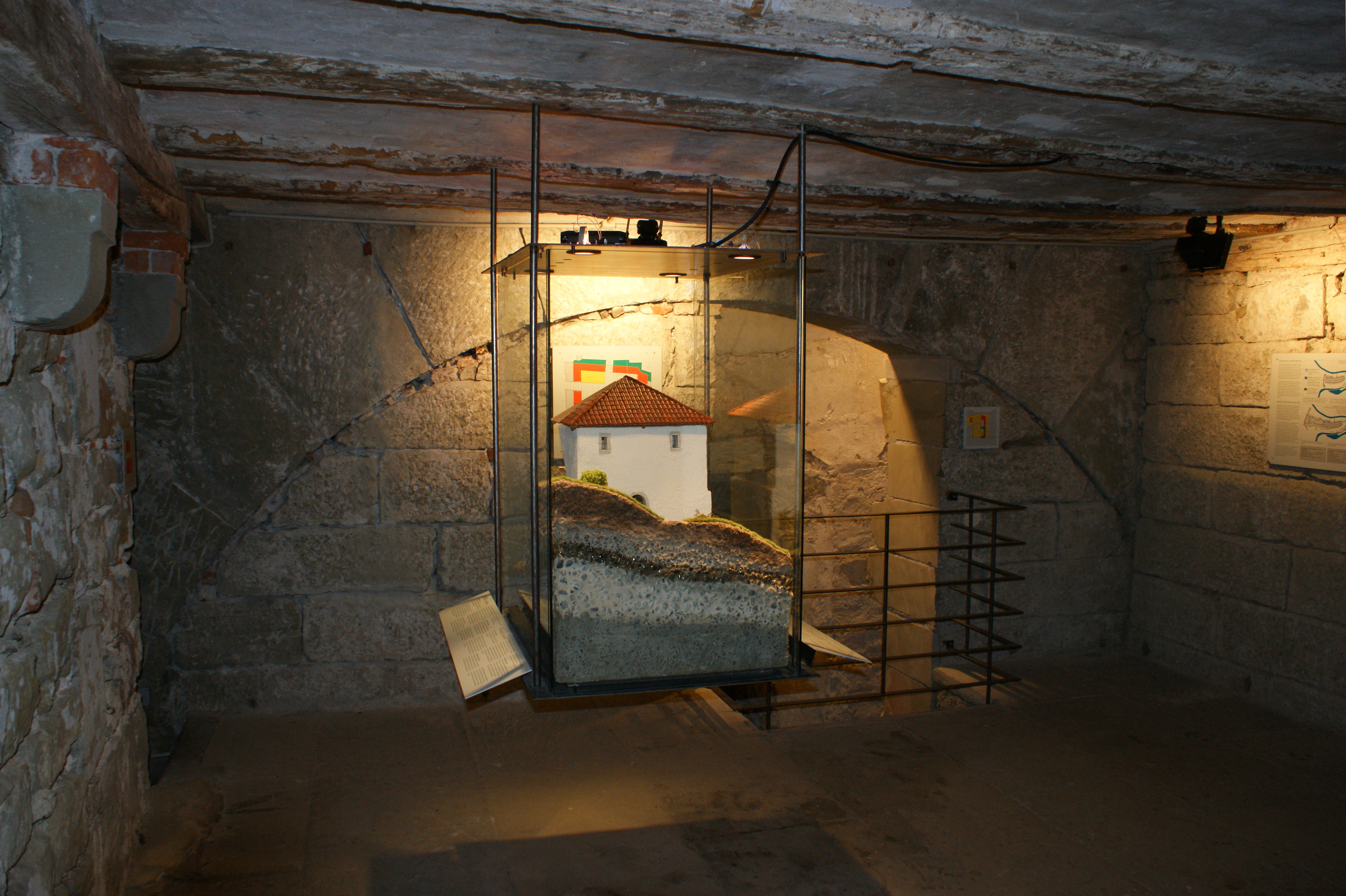
Blick ins Erdgeschoss
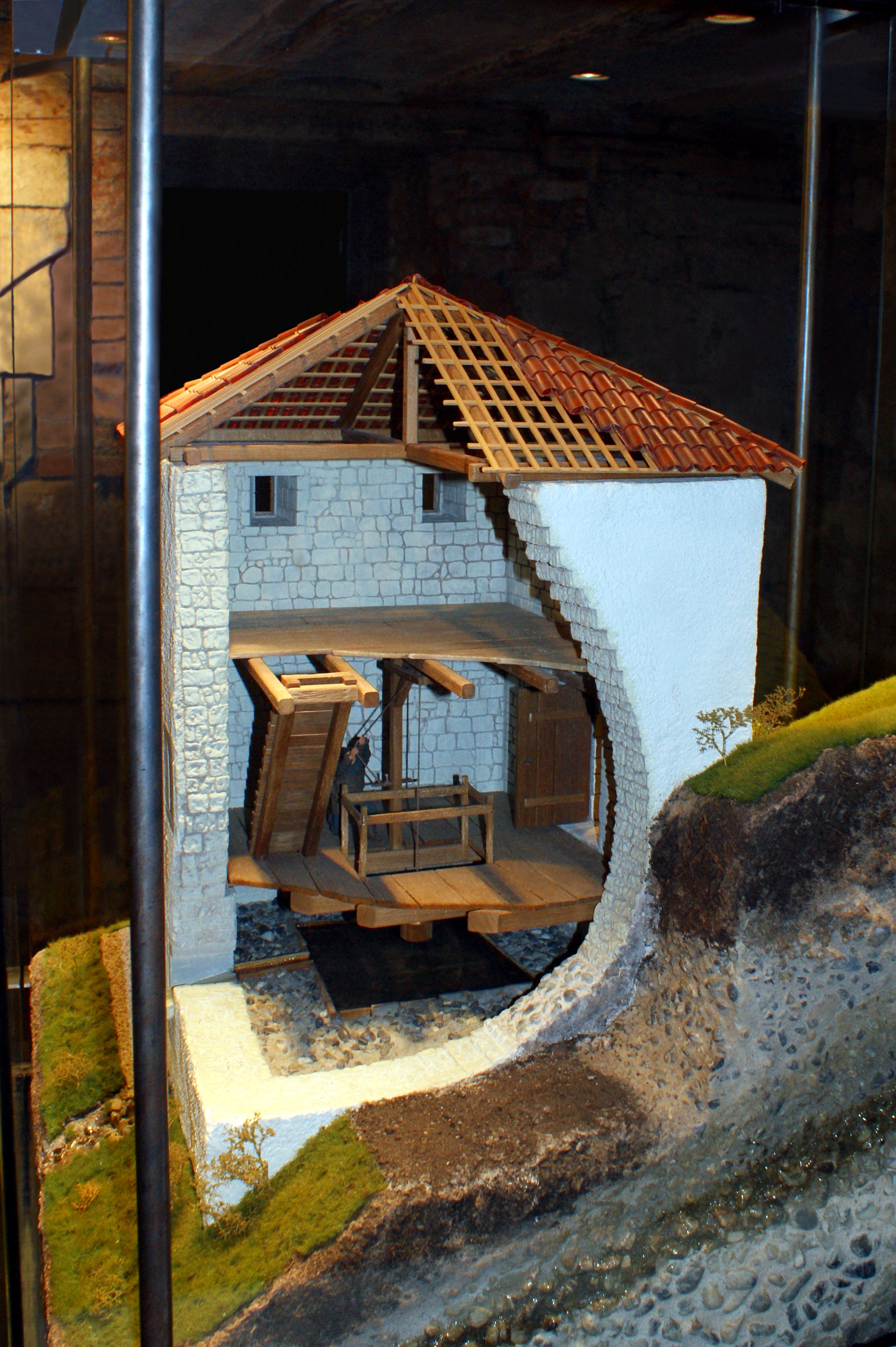
Modell Brunnenturm
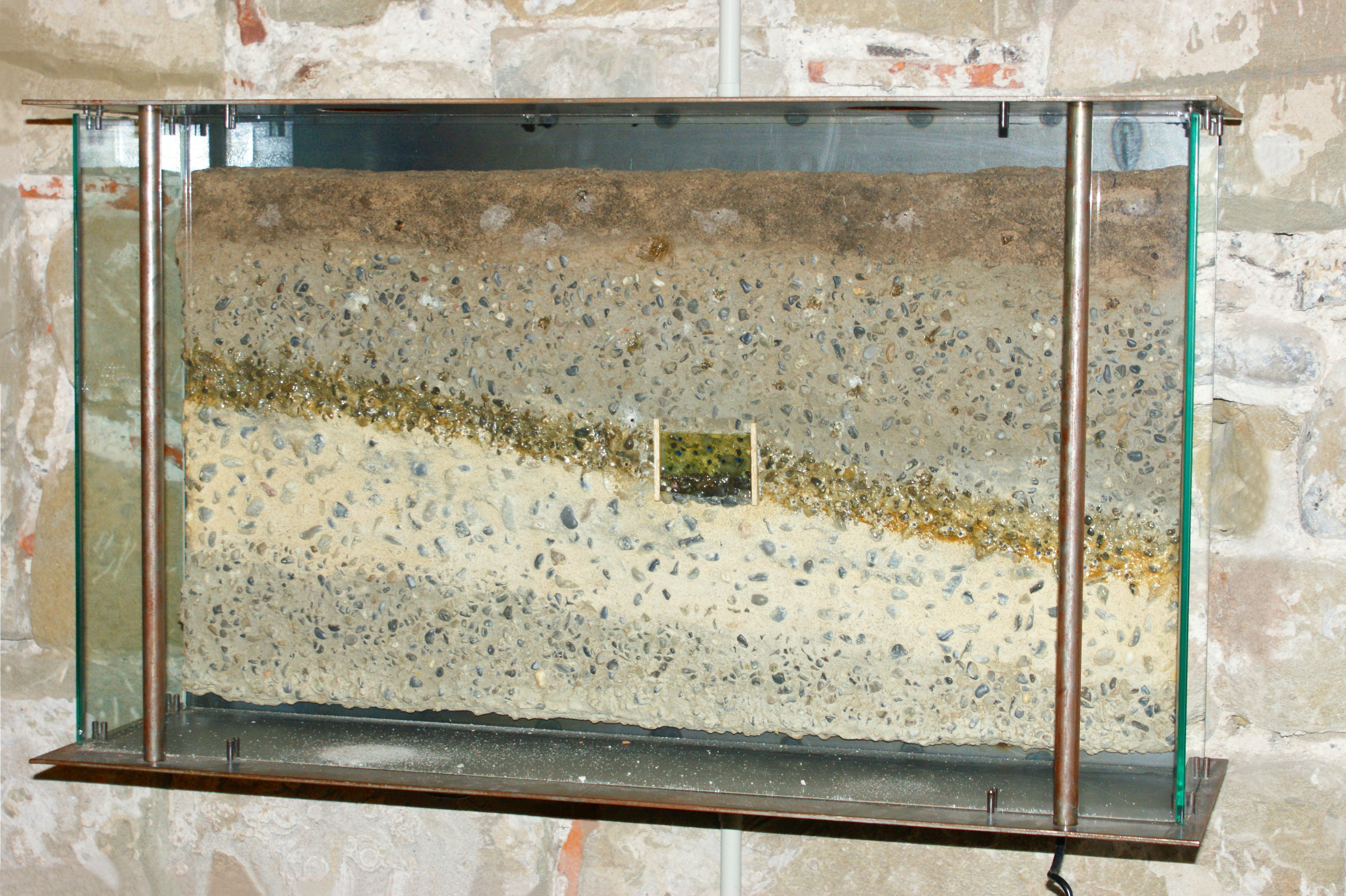
Schaukasten hydrologisch-geologische Situation
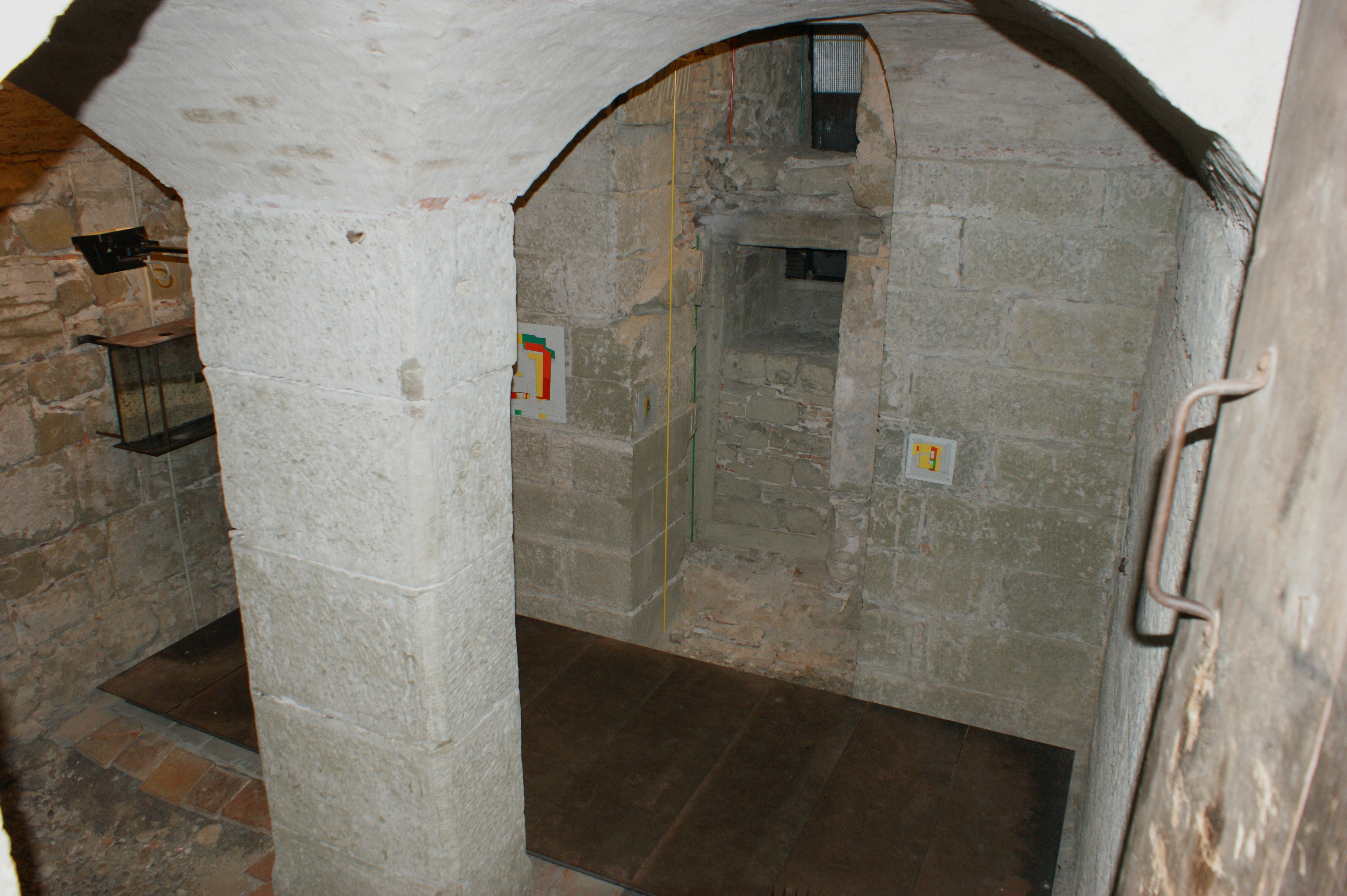
Blick ins Untergeschoss